# ポザーダ
ポザーダ（イタリア語: Posada）は、イタリア共和国サルデーニャ自治州ヌーオロ県にある、人口約3,000人の基礎自治体（コムーネ）。

## 地理

### 位置・広がり
ポザーダ川河口の南側にあり、周辺に沖積平野、小川、三日月湖、砂浜のラグーンがある。ヨシ、ギョリュウ、ヤナギの生えるヨシ原と河畔林が多く、サルココルニア属、マツナ属、Halimione portulacoidesなどの塩生植物の群落も見られる。一帯はヨーロッパヌマガメ、カワセミ、ヒメヨシゴイなどの動物の繁殖地と越冬地で、2021年にラムサール条約登録地となった。

#### 隣接コムーネ
隣接するコムーネは以下の通り。括弧内のOTはオルビア＝テンピオ県所属を示す。
- ブドーニ (OT)
- シニスコーラ
- トルペ

## 行政

### 分離集落
ポザーダには、以下の分離集落（フラツィオーネ）がある。
- San Giovanni di Posada, Sas Murtas, Montelongu